# Condamnation symbolique
En droit positif français, une condamnation symbolique est la condamnation d'un prévenu par un tribunal à une peine qui a valeur de symbole de la reconnaissance de sa culpabilité plus que de châtiment. Le tribunal affirme par cette condamnation que le prévenu est coupable, tout en reconnaissant implicitement que les conséquences de son comportement, infraction ou délit, ne constituent pas un préjudice suffisant pour que la partie civile se voie allouer une compensation autre que symbolique.
L'exemple le fréquent de ce type de décision est la condamnation à s'acquitter d'une amende d'un euro symbolique, autrefois un franc symbolique.